# ブレンネル・ソウザ・ダ・シウヴァ
ブレンネル（Brenner）ことブレンネル・ソウザ・ダ・シウヴァ（ポルトガル語: Brenner Souza da Silva、2000年1月16日 - ）は、ブラジルのサッカー選手。セリエA・ウディネーゼ所属。ポジションはFW。

## クラブ歴
2011年にサンパウロFCの下部組織に入団。2017年にトップチームに昇格した。
2021年2月9日、FCシンシナティと契約した事が発表された。

## タイトル

### 代表
- BRICS U-17サッカー選手権: 2016
- 南米U-17選手権: 2017